# 酒井渉
酒井 渉（さかい わたる、1973年 - ）は、日本の心理学者。函館工業高等専門学校（函館高専）一般系教授（臨床心理士）。

## 人物
平成９年（1997年）明治大学法学部法律学科卒業後、臨床心理学に転身。慶應義塾大学大学院修士課程時代の指導教授は、日本におけるコミュニティ心理学のパイオニアとされる山本和郎。精神科単科病院の研修生、中学校、高等学校などの相談員としても勤務歴があるが、主として大学生を対象とした学生相談において活動。東洋大学、上智大学などの非常勤カウンセラーを経て、平成19年（2007年）４月から平成28年（2016年）10月まで、富山大学保健管理センター杉谷（医薬系）支所（現・杉谷分室）臨床心理士。通例、旧国立大学において臨床心理士は教員としての職位で起用されるが、酒井は例外的に技術職員の身分で採用され臨床心理士を務めた（２例目である）。富山大学時代には、技術職員の職位ながらも、臨床心理士としての個人心理相談のみでなく、発達障害学生支援GPの事業推進者や、自殺防止対策室室員など、全学的あるいは全キャンパス的な役職を歴任した。
日本の大学における学生支援について、従来の標準的定義とされてきた「3階層モデル」（日本学生支援機構，2007；いわゆる「苫米地レポート」）に対し、それを補完するモデルとして「冗長性モデル」を提唱。平成28年（2016年）12月、名古屋大学より博士（心理学）の学位を授与された。なお、名古屋大学教育発達科学研究科後期博士課程には、社会人特別選抜にて、在職のまま入学。指導教授は、心理測定、項目反応理論で知られる野口裕之。副指導教授は、ロールシャッハ・テスト等で知られる森田美弥子と、同大学学生相談センターカウンセラーで新フロイト派対人関係学派精神分析家の鈴木健一。基礎心理学と臨床心理学にまたがる形で博士論文を執筆した。
その後、秋田大学学生支援総合センター特任准教授／学生特別支援コーディネーター、民間研究所研究員を経て現職。教員ポストでの高専のカウンセラーとしては２例目とされることが多いが、実際には４例目とみられる。教授としては全国初。
なお、子どもの頃からテレビゲームが好きなことで知られる。1986年（昭和61年）夏におこなわれた、第２回ハドソン全国キャラバン富山大会で、同社発売のファミコンゲーム「スターソルジャー」２分間プレイにて、参加者400名余りの中、上位20名の決勝に残ったという逸話がある。最終的な順位は13位。開催場所は、同県高岡市の旧高岡ジャスコ。
また、越中国酒井氏の庶流に生まれており、かつてFacebookのプロフィールにおいて「地方豪族末裔」としていた時期があった。

## 文献
- 日本学生支援機構　2007　大学における学生相談体制の充実方策について -「総合的な学生支援」と「専門的な学生相談」の「連携・協働」- ※通称「苫米地レポート」
- 酒井渉・水野薫・原澤さゆみ・立瀬剛志・吉永崇史・富山大学医薬系学務グループ・松井祥子・高倉一恵・四間丁千枝・島木貴久子・島田尚佳・佐野隆子・北島 勲　2013.5　修学サポートグループの有効性についての検討-学生支援モデルとの関連から- CAMPUS HEALTH 50(2)，74-78．（第50回全国大学保健管理研究集会優秀演題論文）
- 酒井渉　2018　学生相談モデルにもとづくUniversity Personality Inventoryの再構成 ： 主として項目反応理論を用いて.名古屋大学大学院教育発達科学研究科博士学位請求論文